# Championnats d'Asie de cyclisme sur piste 2022
Navigation
Championnats d'Asie 2020 Championnats d'Asie 2023
Les Championnats d'Asie de cyclisme sur piste 2022 ont lieu du 18 au 22 juin 2022 à l'Indira Ghandi Sports Komplex, à New Delhi, en Inde. Ce vélodrome avait accueilli les Jeux du Commonwealth de 2010.
En même temps que les 41e championnats d'Asie sur piste élites, ont lieu les 28e championnats d'Asie sur piste juniors (moins de 19 ans) et les 10e championnats d'Asie sur piste paracyclistes.
Le 7 juin précédant le début des championnats, la Fédération cycliste de Hong Kong annonce le forfait de ces athlètes pour ces championnats en raison de la situation épidémique en Inde, qui fait courir un risque élevé aux athlètes de contracter localement une nouvelle maladie pulmonaire coronarienne. La Chine n'est également pas présente, pour les mêmes raisons.

## Résultats des championnats

### Épreuves masculines
| Épreuves               | Or                                                                               | Argent                                                          | Bronze                                                                             |
| ---------------------- | -------------------------------------------------------------------------------- | --------------------------------------------------------------- | ---------------------------------------------------------------------------------- |
| Kilomètre              | Yuta Obara                                                                       | Fadhil Zonis                                                    | Ronaldo Laitonjam                                                                  |
| Keirin                 | Kohei Terasaki                                                                   | Shah Firdaus Sahrom                                             | Sergey Ponomaryov                                                                  |
| Vitesse individuelle   | Kento Yamasaki                                                                   | Ronaldo Laitonjam                                               | Andrey Chugay                                                                      |
| Vitesse par équipes    | Japon Yuta Obara Kaiya Ota Yoshitaku Nagasako Kohei Terasaki                     | Malaisie Fadhil Zonis Shah Firdaus Sahrom Ridwan Sharom         | Inde David Beckham Ronaldo Laitonjam Rojit Singh Yanglem Esow Alban                |
| Poursuite individuelle | Shoi Matsuda                                                                     | Park Sang-hoon                                                  | Vishwajit Singh                                                                    |
| Poursuite par équipes  | Japon Shoi Matsuda Kazushige Kuboki Shunsuke Imamura Naoki Kojima Eiya Hashimoto | Corée du Sud Park Sang-hoon Min Kyeong-ho Shin Don-gin Jang Hun | Inde Vishwajit Singh Dinesh Kumar Venkappa Kengalgutti Anantha Narayan Naman Kapil |
| Course aux points      | Yousif Mirza                                                                     | Kim Eu-ro                                                       | Naoki Kojima                                                                       |
| Scratch                | Eiya Hashimoto                                                                   | Terry Yudha Kusuma                                              | Mohammad Ganjkhanlou                                                               |
| Américaine             | Japon Shunsuke Imamura Kazushige Kuboki                                          | Corée du Sud Park Sang-hoon Min Kyeong-ho                       | Kazakhstan Artyom Zakharov Alisher Zhumakan                                        |
| Omnium                 | Shunsuke Imamura                                                                 | Artyom Zakharov                                                 | Mohammad Ganjkhanlou                                                               |

### Épreuves féminines
| Épreuves               | Or                                                                       | Argent                                                                                          | Bronze                                                                     |
| ---------------------- | ------------------------------------------------------------------------ | ----------------------------------------------------------------------------------------------- | -------------------------------------------------------------------------- |
| 500 mètres             | Nurul Izzah Izzati Mohd Asri                                             | Kim Bo-mi                                                                                       | Mayuri Dhanraj Lute                                                        |
| Keirin                 | Mina Sato                                                                | Park Ji-hae                                                                                     | Nurul Izzah Izzati Mohd Asri                                               |
| Vitesse individuelle   | Riyu Ohta                                                                | Yuka Kobayashi                                                                                  | Cho Sun-young                                                              |
| Vitesse par équipes    | Corée du Sud Cho Sun-young Park Ji-hae Hwang Hyeon-seo                   | Japon Riyu Ohta Yuka Kobayashi Mina Sato                                                        | Inde Triyasha Paul Shushikala Agashe Mayuri Dhanraj Lute                   |
| Poursuite individuelle | Lee Ju-mi                                                                | Kie Furuyama                                                                                    | Yanina Kuskova                                                             |
| Poursuite par équipes  | Corée du Sud Lee Ju-mi Na Ah-reum Kim You-ri Shin Ji-eun Kang Hyun-kyung | Kazakhstan Marina Kuzmina Svetlana Pachshenko Rinata Sultanova Anzhela Solovyeva Faina Potapova | Inde Swasti Singh Chayanika Gogoi Meenakshi Rohilla Monika Jat Rejiye Devi |
| Course aux points      | Tsuyaka Uchino                                                           | Kang Hyun-kyung                                                                                 | Yanina Kuskova                                                             |
| Scratch                | Kim You-ri                                                               | Kie Furuyama                                                                                    | Chayanika Gogoi                                                            |
| Américaine             | Japon Kie Furuyama Tsuyaka Uchino                                        | Corée du Sud Kim You-ri Na Ah-reum                                                              | Ouzbékistan Nafosat Kozieva Yanina Kuskova                                 |
| Omnium                 | Tsuyaka Uchino                                                           | Ayustina Delia Priatna                                                                          | Rinata Sultanova                                                           |

## Tableau des médailles
| Rang  | Nation              | Or | Argent | Bronze | Total |
| ----- | ------------------- | -- | ------ | ------ | ----- |
| 1     | Japon               | 14 | 4      | 1      | 19    |
| 2     | Corée du Sud        | 4  | 8      | 1      | 13    |
| 3     | Malaisie            | 1  | 3      | 1      | 5     |
| 4     | Émirats arabes unis | 1  | 0      | 0      | 1     |
| 5     | Kazakhstan          | 0  | 2      | 4      | 6     |
| 6     | Indonésie           | 0  | 2      | 0      | 2     |
| 7     | Inde                | 0  | 1      | 8      | 9     |
| 8     | Ouzbékistan         | 0  | 0      | 3      | 3     |
| 9     | Iran                | 0  | 0      | 2      | 2     |
| Total | Total               | 20 | 20     | 20     | 60    |